# Mormolyca cleistogama
Mormolyca cleistogama là một loài thực vật có hoa trong họ Lan. Loài này được (Brieger & Illg) M.A.Blanco mô tả khoa học đầu tiên năm 2007.